# Midnight Club
Midnight Club é uma série de jogos de corrida desenvolvida pela Rockstar San Diego (antiga Angel Studios) e publicado pela Rockstar Games. O jogo é semelhante ao Midtown Madness, jogo antecessor da série também criada pela Angel Studios, com foco de corridas no mundo urbano aberto. Os jogadores competem em grandes cidades como Nova York, Londres, Los Angeles, Paris, Tóquio, San Diego, Atlanta e Detroit.

## Jogos
| Título                             | Plataformas                               | Data de lançamento    |
| ---------------------------------- | ----------------------------------------- | --------------------- |
| Midnight Club: Street Racing       | PlayStation 2, Game Boy Advance           | 26 de outubro de 2000 |
| Midnight Club II                   | PlayStation 2, Microsoft Windows, Xbox    | 8 de abril de 2003    |
| Midnight Club 3: DUB Edition       | PlayStation 2, PlayStation Portable, Xbox | 11 de abril de 2005   |
| Midnight Club 3: DUB Edition Remix | PlayStation 2, Xbox                       | 13 de março de 2006   |
| Midnight Club: Los Angeles         | PlayStation 3, Xbox 360                   | 20 de outubro de 2008 |
| Midnight Club: L.A. Remix          | PlayStation Portable                      | 21 de outubro de 2008 |
| Midnight Club: Complete Edition    | PlayStation 3, Xbox 360                   | 12 de outubro de 2009 |